# Părintele Serghi

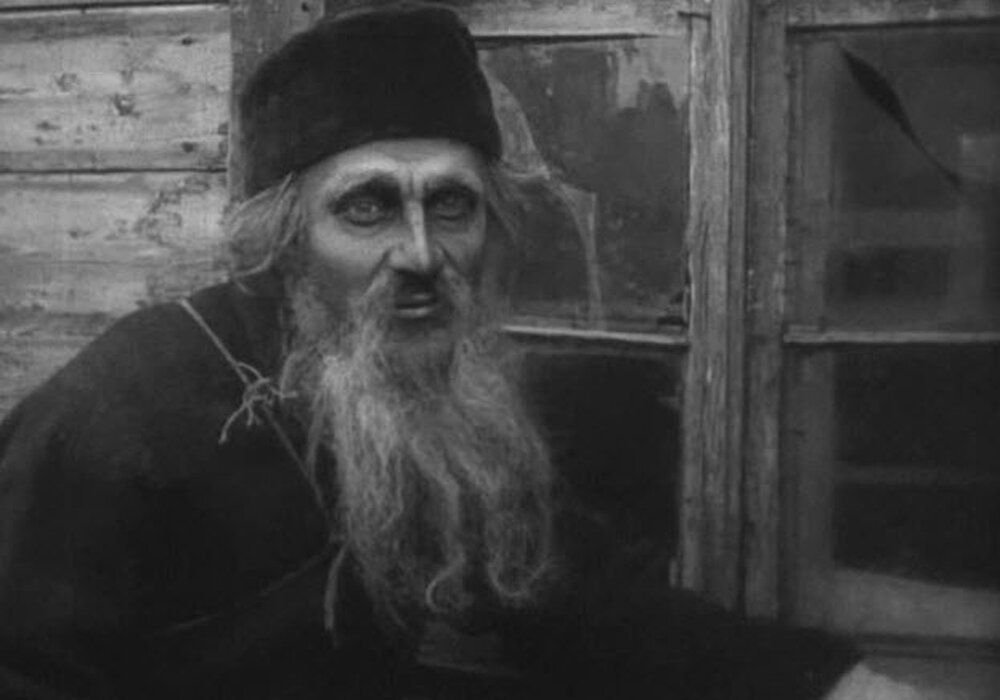
Ivan Mosjukin în rolul părintelui Serghi din filmul realizat în 1917.

Părintele Serghi (în rusă Отец Сергий) este o nuvelă scrisă de Lev Tolstoi în 1890 și publicată în 1898. După această poveste, în 1917, s-a făcut un film mut cu același titlu în regia lui Yakov Protazanov.

## Despre carte
Educat într-un mediu cu o moralitate precară, specifică nobilimii epocii, eroul lui Tolstoi are o revelație în urma căreia decide să se călugărească. Foarte curând va fi perceput de către semeni ca un exemplu de credință și moralitate. Însă, nu e puternic în fața poftelor trupești și este încolțit de demonul ispitirilor sexuale. Din dorința de a rezista, recurge la un gest extrem, de autoflagelare prin mutilare.